# Paspalum barbinode
Paspalum barbinode är en gräsart som beskrevs av Eduard Hackel. Paspalum barbinode ingår i släktet tvillinghirser, och familjen gräs. Inga underarter finns listade i Catalogue of Life.